# 上海芸術品博物館
上海芸術品博物館(しゃんはいげいじゅつひんはくぶつかん、Shanghai Art Collection Museum、以下SACMと略称)は、中国上海市長寧区延安西路1731号天山公園に位置し、国際博物館会議（International Council of Museums, ICOM）会員、中国博物館協会会員、5A級の社会組織、中国国家文物局に指定された「特色のあるテーマ博物館」である。

## 展覧会およびイベント
創立以来、SACMは多彩なイベントや展覧会を行ってきており、国内外において大きな反響を呼んでいる。代表的なイベントや展覧会として、「楊麗萍服装展」「梁氏（梁啓超）一族コレクション展」「陳佩秋書画展」「梁思成・林徽因文献芸術展」「国際伝統芸術招待展」「国際（上海）無形文化遺産保護フォーラム」「国際（上海）文化観光振興特別活動」「国際子供イノベーション・アート招待展」「中国伝統芸術国際巡回展（アレキサンドリア・イスタンブール）」「国際ティーンエイジャー芸術・科学の普及展」「トルコ写真展」「インドネシア芸術展」「中国・スロバキア芸術合同展」「イラン細密画展」などが挙げられる。その中に、「国際伝統芸術招待展」「国際（上海）無形文化遺産保護フォーラム」「中国伝統芸術国際巡回展」は、上海市「文化ブランド」および上海市「文化行動」三年計画プロジェクトとして認定された。

## コレクション
現在、胡錦濤前国家主席が福田康夫元首相に贈呈した「端渓鼓硯」の見本、清代成哲親王の註解を加えた『文選』、梁啓超が書道代表作『臨張遷碑』、アルベルト・アインシュタインがサインした伝記、梁思成の著書『中国彫塑史』の手稿、楊麗萍ピーコックドレスなどのような中国国内の有数の作品や工芸品を保存している。また、日本を含めて、韓国、アメリカ、オーストリア、イスラエル、エジプト、イラン、ウクライナ、ロシアなどの国のアーティストの作品も保存している。

## 国際交流
SACMは、長い間、国際交流に力を入れている。2021年現在、イラン国立博物館、トルコ文化観光部など、60カ国以上にわたる研究機構・文化財機構・文化事業機構と協力することで、多岐に渡る文化・芸術の交流を行っている。そのため、国際展覧会の企画、物流、保険、税関手続などにも長けている。

## 研究や出版など
SACMは、現在「上海市公益基地」「長寧区文明単位」であるほか、『梁思成 林徽因影像与手稿珍集』などを含めた書籍を出版した。

## 参考資料
1. ↑  “艺术品博物馆”. www.sh-art.org.cn. 2022年2月12日閲覧。
2. ↑  “展览回顾|上海艺术品博物馆”. www.sh-art.org.cn. 2022年2月27日閲覧。
3. ↑  “展览回顾|上海艺术品博物馆”. www.sh-art.org.cn. 2022年2月27日閲覧。
4. ↑  “展览回顾|上海艺术品博物馆”. www.sh-art.org.cn. 2022年2月27日閲覧。
5. ↑  “展览回顾|上海艺术品博物馆”. www.sh-art.org.cn. 2022年2月27日閲覧。
6. ↑  “新闻资讯|上海艺术品博物馆”. www.sh-art.org.cn. 2022年2月27日閲覧。
7. ↑  “新闻资讯|上海艺术品博物馆”. www.sh-art.org.cn. 2022年2月27日閲覧。
8. ↑  “展览回顾|上海艺术品博物馆”. www.sh-art.org.cn. 2022年2月27日閲覧。
9. ↑  “新闻资讯|上海艺术品博物馆”. www.sh-art.org.cn. 2022年2月27日閲覧。
10. ↑  “新闻资讯|上海艺术品博物馆”. www.sh-art.org.cn. 2022年2月27日閲覧。
11. ↑  “最新展览|上海艺术品博物馆”. www.sh-art.org.cn. 2022年2月27日閲覧。
12. ↑  “全力打响“上海文化”品牌 深化建设社会主义国际文化大都市三年行动计划（2021-2023年）”. www.shanghai.gov.cn. 2022年2月27日閲覧。
13. ↑  『梁思成 林徽因影像与手稿珍集』上海辞书出版社、2019年。